# 화곡보건경영고등학교
화곡보건경영고등학교(禾谷保健經營高等學校)는 대한민국 서울특별시 강서구 내발산동에 있는 사립 고등학교이다.

## 학교 연혁
- 1973년 6월 18일 : 학교법인 홍신학원 설립인가
- 1987년 1월 8일 : 화곡여자상업고등학교 설립인가(주간 8학급, 야간 8학급)
- 1987년 3월 3일 : 초대 나채성 교장 취임
- 1987년 3월 7일 : 제1회 입학식
- 1990년 2월 15일 : 제1회 졸업식
- 1994년 3월 2일 : 화곡여자정보상업고등학교로 교명 변경
- 2009년 11월 18일 : 특성화고등학교 지정(보건경영과 4학급, 복지경영과 2학급, 경영정보과 2학급)
- 2011년 3월 2일 : 화곡보건경영고등학교로 교명 변경
- 2017년 7월 28일 : 학과개편승인(간호과 2학급, 보건복지과 2학급, 비서비지니스과 2학급, 뷰티아트과 2학급)
- 2022년 8월 2일 : 학과 변경 인가(간호과 2학급, 보건복지과 1학급, 콘텐츠 크리에이터과 1학급, 뷰티아트과 2학급)
- 2022년 9월 15일 : 제12대 나경민 이사장 취임
- 2023년 2월 3일 : 제34회 졸업식
- 2023년 3월 2일 : 제9대 성숙희 교장 취임
- 2023년 3월 2일 : 제37회 입학식

## 설치 학과
- 간호과
- 콘텐츠크리에이터과
- 뷰티아트과

## 참고 자료
- 화곡보건경영고등학교 - 한국교육학술정보원 학교알리미